# Biblioteka Bodlejańska
Biblioteka Bodlejańska, Biblioteka Bodleiańska (ang. Bodleian Library, łac. Biblioteca bodleiana) – główna biblioteka Uniwersytetu Oksfordzkiego założona w 1602 roku.

## Historia
Pierwsza biblioteka uniwersytecka powstała w Oksfordzie ok. 1320 roku. Do dziś zachowały się pomieszczenia stanowiące wówczas tę instytucję – jest to zakrystia i sala spotkań dla kościoła uniwersyteckiego św. Marii Dziewicy.
Przez dziesięciolecia gromadzono rękopisy i kopie dzieł klasycznych, wśród nich bezcenny zbiór ponad 281 rękopisów, zawierający m.in. kilka ważnych tekstów klasycznych podarowanych bibliotece przez Humphreya, księcia Gloucester i młodszego brat króla Henryka V.  Około 1550 roku zniszczono je, na podstawie decyzji dziekana Kościoła Chrystusowego, podczas oczyszczenia angielskiego kościoła ze wszystkich śladów katolicyzmu, w tym „zabobonnych książek i obrazów”.
W 1598 roku stara biblioteka została odnowiona sumptem sir Thomasa Bodleya (1545–1613), członka Merton College i dyplomaty w służbie królowej Elżbiety I. Umieszczono w niej zbiór około 2500 książek (niektóre z nich zostały wydane przez samego Bodleya). Thomas James został mianowany bibliotekarzem, a biblioteka została ostatecznie otwarta 8 listopada 1602 roku.
W 1610 roku Bodley zawarł umowę (obowiązującą do dziś) ze Stationers' Company of London, na mocy której kopia każdej książki wydanej w Anglii i zarejestrowanej w Stationers' Hall zostanie zdeponowana w nowej bibliotece.

## Zbiory
Jest to jedna z najstarszych bibliotek europejskich, której księgozbiór wraz z wchodzącymi w jej skład bibliotekami liczy ponad jedenaście mln książek. Zbiory zajmują biblioteczne półki o łącznej długości 180 km (około 17 mln woluminów). Wśród zbiorów są także libri polonici, od XVI w., ok. 1600 woluminów. W Wielkiej Brytanii pod względem wielkości księgozbioru Biblioteka Bodlejańska ustępuje jedynie Bibliotece Brytyjskiej.

## Schemat organizacyjny Biblioteki Bodlejańskiej
- Biblioteka Duke Humfrey's najstarszy budynek biblioteki
- Biblioteka Radcliffe Camera oddzielny okrągły budynek biblioteczny – czytelnia
- Biblioteka Japońska (Bodleian Japanese Library)
- Biblioteka Prawnicza (Bodleian Law Library)
- Biblioteka Hooke (Hooke Library), biblioteka popularnonaukowa
- Biblioteka Instytutu Indyjskiego (Indian Institute Library)
- Biblioteka Instytutu Orientalistyki (Oriental Institute Library)
- Biblioteka Filozoficzna (Philosophy Library)
- Biblioteka Naukowa Radcliffe (Radcliffe Science Library)
- Biblioteka Tayloriana (Taylor Institution Library), językoznastwa[8]
- Biblioteka Weston (Weston Library – Special collections)
- Biblioteka Wspólnoty Narodów i Studiów Afrykańskich (Bodleian Library of Commonwealth and African Studies at Rhodes House)
- Biblioteka Vere Harmsworth (Vere Harmsworth Library), biblioteka historii Stanów Zjednoczonych

## Galeria

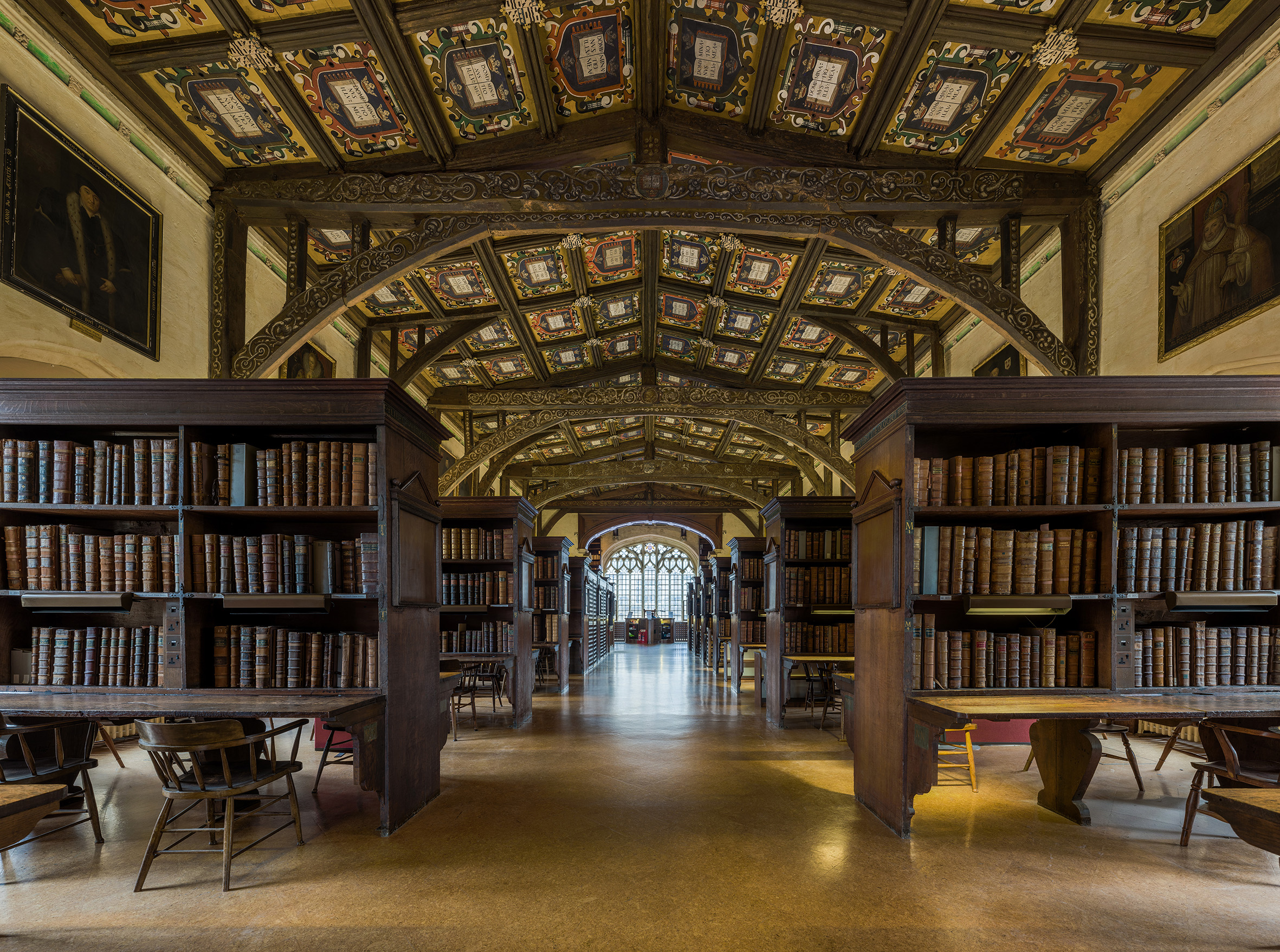
Wnętrza Duke Humfrey's Library
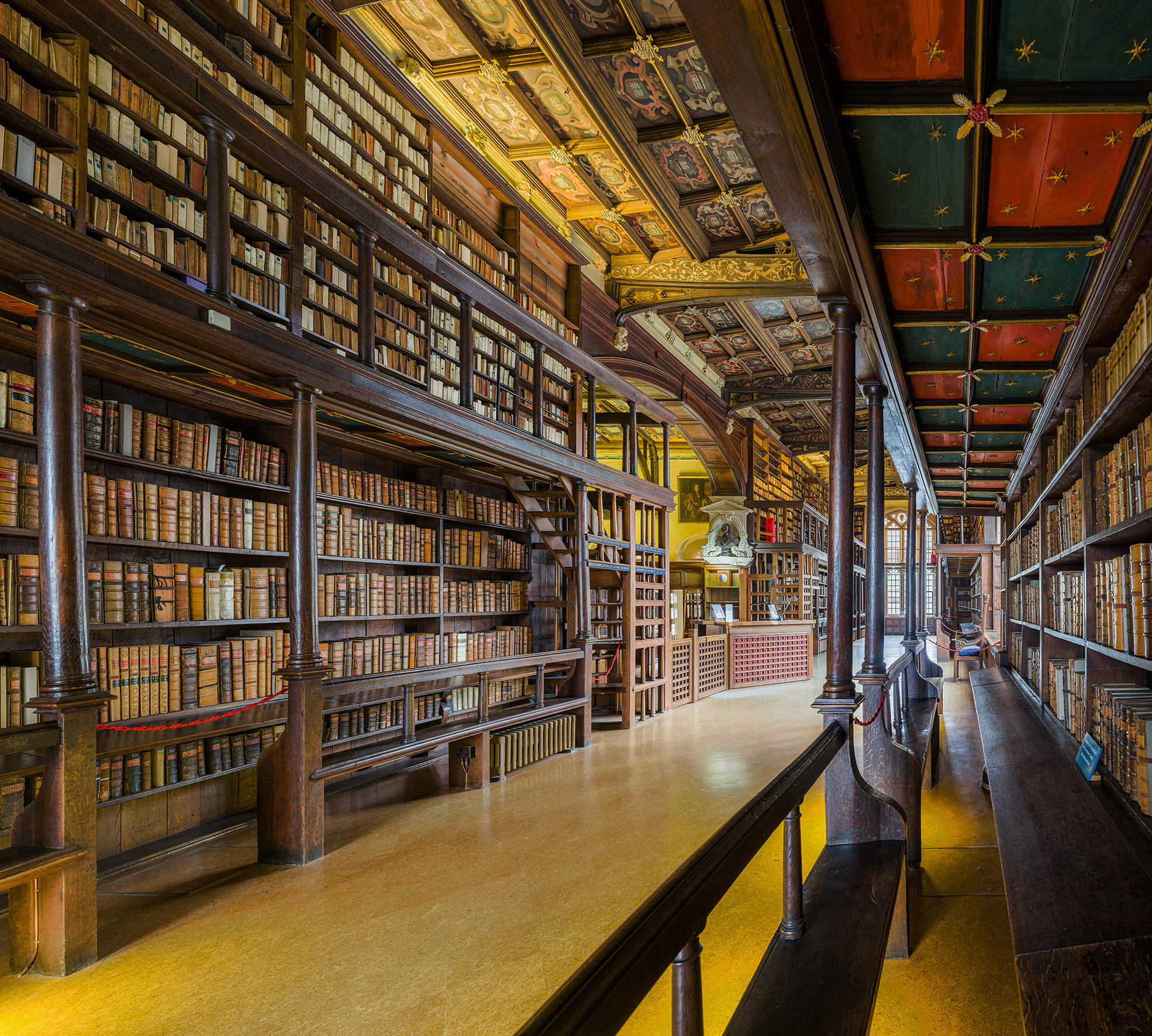
Wnętrza Duke Humfrey's Library
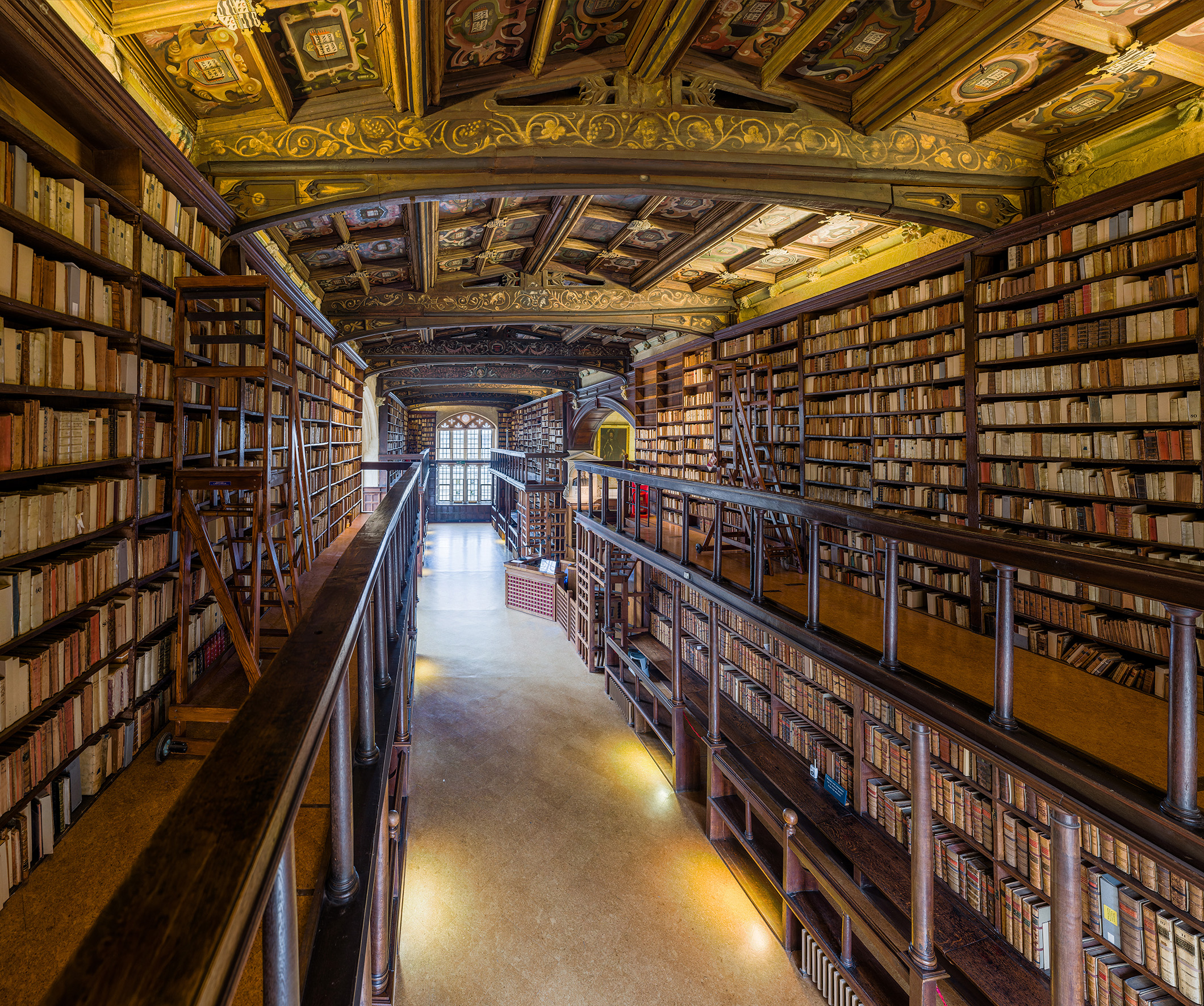
Wnętrza Duke Humfrey's Library
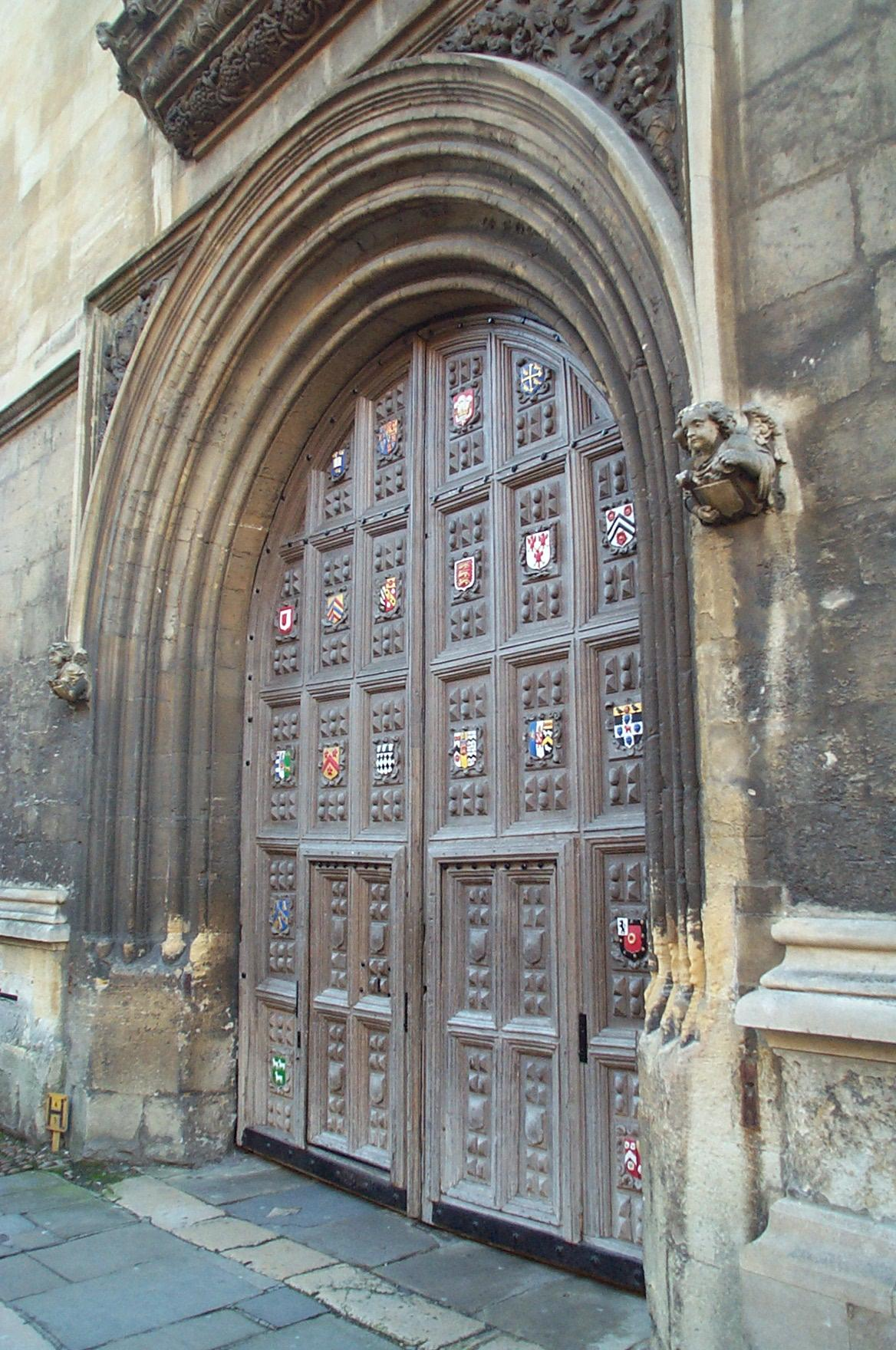
Wejście do Biblioteki Bodlejańskiej
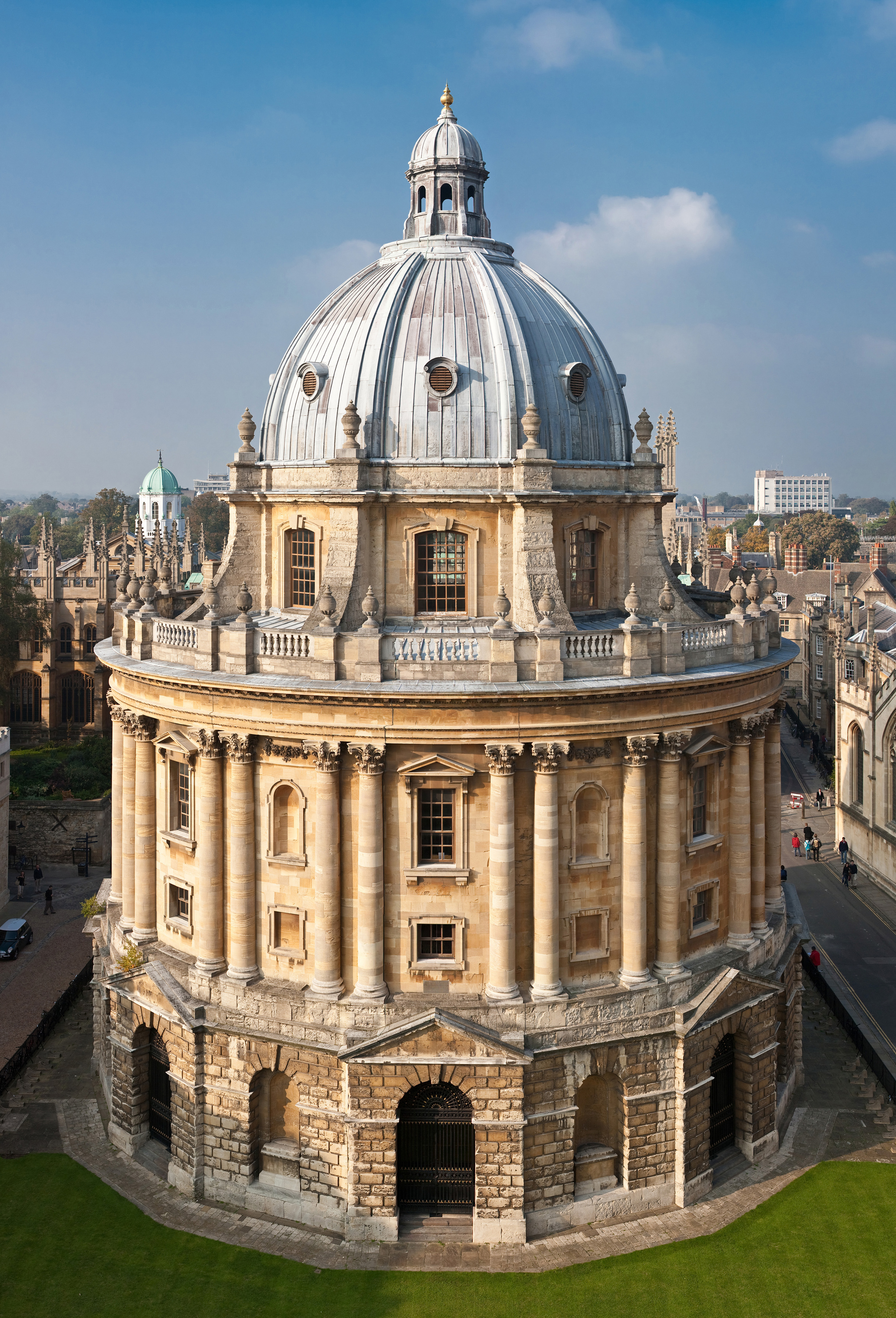
Radcliffe Camera, Oxford - październik 2006
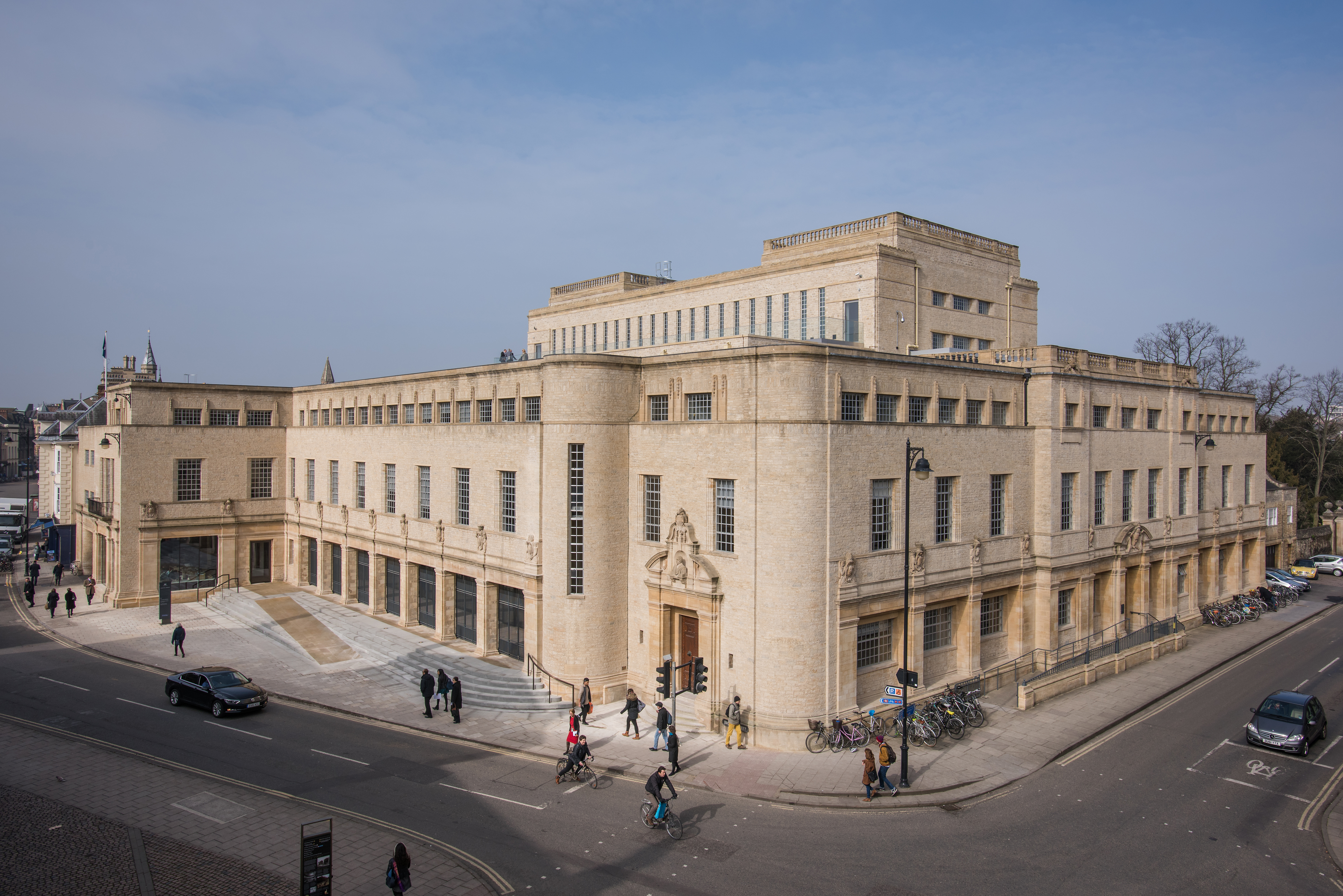
Weston Library, projekt John Cairns 20.3.15-27